# Edoardo Martino
Edoardo Angelo Martino (20 de abril de 1910 – 5 de dezembro de 1999) foi um polítoco italiano, filiano na Democracia Cristã. Foi deputado no parlamento italiano de 1948 a 1963.
Foi Comissário Europeu de 1967 a 1970, com a pasta de Comissário Europeu das Relações Externas na Comissáo Rey.